# Fürstenberg-Donaueschingen
Fürstenberg-Donaueschingen fue un Condado de Fürstenberg, creado como una partición de Fürstenberg-Heiligenberg. Fue heredado en 1698 por Fürstenberg-Heiligenberg con la extinción de su línea.

## Condes de Fürstenberg-Donaueschingen (1617-1698)
- Jaime Luis (Jakob Ludwig) (1617-1627), vivió entre 1592-1627
- Francisco Carlos (Franz Karl) (1627-1698), vivió entre 1626-1698

- Datos: Q3755494